# Wang Xin (badmintonistka)
Wang Xin (chiń. 汪鑫; ur. 10 listopada 1985) – chińska badmintonistka, wicemistrzyni świata, olimpijka z Londynu (2012).
Największym jej sukcesem jest srebrny medal mistrzostw świata w 2010 w Paryżu, w finałowym pojedynku przegrała wówczas ze swoją rodaczką Wang Lin. W swej karierze zdobyła też srebrny medal igrzysk aazjatyckich w Kantonie (w singlu). W 2011 roku po raz drugi została medalistką światowego czempionatu, podczas mistrzostw w Londynie wywalczyła brązowy medal. 